# After Life – Nach dem Leben
After Life – Nach dem Leben (Originaltitel: ワンダフルライフ, Wandafuru Raifu [= Wonderful Life]) ist ein japanischer Film von Hirokazu Koreeda aus dem Jahr 1998.

## Handlung
Der Film spielt Ende des 20. Jahrhunderts und ist in einem Zwischenreich zwischen Leben und Tod angesiedelt. Jeden Montag kommen neue Verstorbene in diesem Zwischenreich an und die, die sich dort schon länger aufhalten, weisen die Neuen ein. Diese müssen sich die Lebenserinnerung aussuchen, die sie am glücklichsten gemacht hat, um diese für die Ewigkeit zu behalten. Zu diesem Zweck müssen sie einen kurzen Film, der diese Erinnerung zeigt, drehen. Am Ende der Woche schauen sich die frisch Verstorbenen im Kino den Film an.

## Kritik
Roger Ebert gibt dem Film vier von vier Sternen und schreibt: „‚After Life‘ zieht in Betracht, dass sein empfindliches Material durch Kitsch zerstört werden würde. Es ist die Art von Film, die Hollywood gerne mit vulgärer Malen-nach-Zahlen-Sentimentalität wiederauflegt. Er ist wie eine transzendente Version von Ghost.“

„Der einfühlsam inszenierte Film beschreibt ohne Spezialeffekte den Aufenthalt im Limbus und reflektiert über das Wesen der Erinnerung ebenso wie über die Frage, was nach dem Tod geschieht. Ein ruhiger, nachdenklich stimmender Film, dessen Originaltitel eine Hommage an Frank Capras ‚Ist das Leben nicht schön?‘ [It’s a Wonderful Life] ist.“